# Dino Zoff
Dino Zoff (sinh ngày 28 tháng 2 năm 1942) là cựu cầu thủ bóng đá Ý, chơi ở vị trí thủ môn và là cầu thủ lớn tuổi nhất trong lịch sử từng vô địch World Cup, vào năm ông 40 tuổi khi đang là đội trưởng đội tuyển Ý tại World Cup 1982 tổ chức tại Tây Ban Nha. Zoff là một trong những thủ môn xuất sắc nhất trong lịch sử bóng đá.
Ông giữ kỉ lục giữ sạch lưới lâu nhất trong các trận đấu quốc tế (1142 phút) từ năm 1972 đến năm 1974. Ở đội tuyển Ý, với 112 lần khoác áo, ông chỉ đứng sau Paolo Maldini về số trận thi đấu cho đội tuyển quốc gia.
Sau khi giải nghệ cầu thủ, ông huấn luyện một vài câu lạc bộ của Serie A và đội tuyển Ý.

## Sự nghiệp cầu thủ
Dino Zoff sinh ra tại Mariano del Friuli, Friuli-Venezia Giulia (Ý).
Sự nghiệp của Zoff khởi đầu kém may mắn, khi 14 tuổi, ông thử việc tại Inter Milan và Juventus, nhưng bị loại do không đủ về chiều cao. Năm năm sau, khi đã cao thêm 33 centimet, ông thi đấu trận đầu tiên ở Serie A trong màu áo Udinese, mặc dù Zoff chỉ thi đấu 4 trận cho Udinese trước khi chuyển tới Mantova vào năm 1963.
Năm 1968, Zoff chuyển sang chơi cho Napoli. Cùng năm đó ông khoác áo đội tuyển Ý lần đầu tiên, đấu với đội tuyển Bulgaria tại tứ kết EURO 1968. Ý vô địch giải này và Zoff trở về với tấm huy chương vàng với chỉ 4 lần khoác áo đội tuyển.
Không có mặt trong đội hình chính thức của đội tuyển tại World Cup 1970, Zoff tìm lại được thành công sau khi ký hợp đồng với Juventus năm 1972. 11 năm chơi tại Juventus, Zoff đã có được 6 chức vô địch Serie A, 2 chiếc Cúp Quốc gia và một Cúp UEFA. Tuy nhiên, thành tích lớn nhất của Zoff là tại World Cup 1982. Ông làm đội trưởng đội tuyển Ý tại giải này khi đã 40 tuổi, trở thành cầu thủ lớn tuổi nhất trong lịch sử khi vô địch World Cup. Ông tiếp bước người đồng hương Giampiero Combi (tại World Cup 1934) là thủ môn thứ hai làm đội trưởng một đội tuyển vô địch World Cup. Ông cũng được bầu chọn là Thủ môn xuất sắc nhất giải.
Ông giữ kỉ lục giữ sạch lưới lâu nhất trong các trận đấu quốc tế (1142 phút), được thiết lập từ năm 1972 đến năm 1974. Kỉ lục này chấm dứt khi cầu thủ người Haiti Manno Sanon ghi một bàn thắng đẹp vào lưới đội tuyển Ý tại World Cup 1974. Ông cũng từng nắm giữ kỉ lục cầu thủ lớn tuổi nhất Serie A và cầu thủ thi đấu nhiều trận nhất ở Serie A (570 trận) trong hơn 20 năm, cho đến mùa bóng 2005/2006 khi các kỉ lục trên lần lượt bị phá vỡ bởi thủ môn S.S. Lazio Marco Ballotta và hậu vệ A.C. Milan Paolo Maldini.

## Sự nghiệp huấn luyện
Sau khi kết thúc sự nghiệp cầu thủ, Zoff bắt đầu sự nghiệp huấn luyện. Ông tham gia ban kĩ thuật của Juventus và làm huấn luyện viên trưởng ở đây từ năm 1988 đến năm 1990. Năm 1990 ông bị sa thải mặc dù đã giành được Cúp UEFA. Sau đó ông đến Lazio và làm chủ tịch câu lạc bộ này năm 1994. Ông huấn luyện các cầu thủ có kĩ thuật như các vũ công balê.
Năm 1998 Zoff được bổ nhiệm làm huấn luyện viên trưởng đội tuyển Ý. Với việc áp dụng một phong cách thi đấu tấn công và cởi mở hơn các đội tuyển Ý trước đó, ông đã dẫn dắt đội tuyển Ý tới ngôi á quân EURO 2000, thất bại trong hiệp phụ trong trận chung kết trước đội tuyển Pháp, mặc dù đã dẫn trước 1-0 đến phút 90 của trận đấu và thời gian trận đấu chỉ còn tính bằng giây khi Pháp gỡ hoà. Một vài ngày sau Zoff từ chức do những chỉ trích mạnh mẽ của chủ tịch câu lạc bộ A.C. Milan và cũng là nhà chính trị Silvio Berlusconi.
Zoff trở lại huấn luyện Lazio, nhưng từ chức sau kết quả khởi đầu nghèo nàn ở mùa bóng 2001/02. Năm 2005, ông làm huấn luyện viên câu lạc bộ Fiorentina. Sau khi giúp đội bóng thoát khỏi việc xuống hạng, vào ngày cuối cùng của mùa bóng, Zoff từ chức.

## Nhận xét và đánh giá
- Anh ấy là một thủ môn điềm tĩnh, có khả năng giữ bình tĩnh trong những thời điểm khó khăn nhất cũng như những khoảnh khắc vui sướng nhất. Anh ấy luôn có sự khiêm tốn và tôn trọng đối thủ. Vào cuối trận đấu gặp Brasil, anh ấy đến chỗ tôi và hôn vào má tôi mà không nói một lời nào. Đối với tôi, đó là khoảnh khắc xúc động nhất của World Cup.
Huấn luyện viên trưởng đội tuyển Ý tại World Cup 1982, Enzo Bearzot [2].

## Khái quát sự nghiệp

### Các câu lạc bộ từng thi đấu
- 1961 - 1963 Udinese
- 1963 - 1967 Mantova
- 1967 - 1972 SSC Napoli
- 1972 - 1983 Juventus

### Giải thưởng cấp câu lạc bộ
- 1973 Serie A
- 1975 Serie A
- 1977 Serie A
- 1977 Cúp UEFA
- 1978 Serie A
- 1979 Cúp Quốc gia Ý
- 1981 Serie A
- 1982 Serie A
- 1983 Cúp Quốc gia Ý

### Đội tuyển Ý
- Từ năm 1968 đến năm 1982 - 112 trận (59 trận là đội trưởng)
- 2 trận chung kết World Cup

### Giải thưởng cấp đội tuyển
- Vô địch EURO 1968
- Vô địch World Cup 1982

### Các đội bóng từng huấn luyện
- 1988 - 1990 Juventus
- 1990 - 1994 Lazio
- 1997 Lazio
- 1998 - 2000 Đội tuyển Ý
- 2001 Lazio
- 2005 Fiorentina

### Thành tích khi làm huấn luyện viên
- 1990 Cúp Quốc gia Ý
- 1990 Cúp UEFA

### Các giải thưởng khác
- Tháng 11 năm 2003: Cầu thủ vàng của Ý - cầu thủ Ý xuất sắc nhất trong vòng 50 năm trở lại đây, do Liên đoàn bóng đá Ý bình chọn [3].